# Federació Gabonesa de Futbol
La Federació Gabonesa de Futbol (FGF, FEGAFOOT) —en francès: Fédération Gabonaise de Football— és la institució que regeix el futbol a Gabon. Agrupa tots els clubs de futbol del país i es fa càrrec de l'organització de la Lliga gabonesa de futbol i la Copa. També és titular de la Selecció de futbol de Gabon absoluta i les de les altres categories.
Va ser formada el 1962.
- Afiliació a la FIFA: 1966
- Afiliació a la CAF: 1968[3]